# Grudziądz
Grudziądz (en alemán: Graudenz) es una ciudad del norte de Polonia situada en el río Vístula, con 96.042 habitantes (2010).

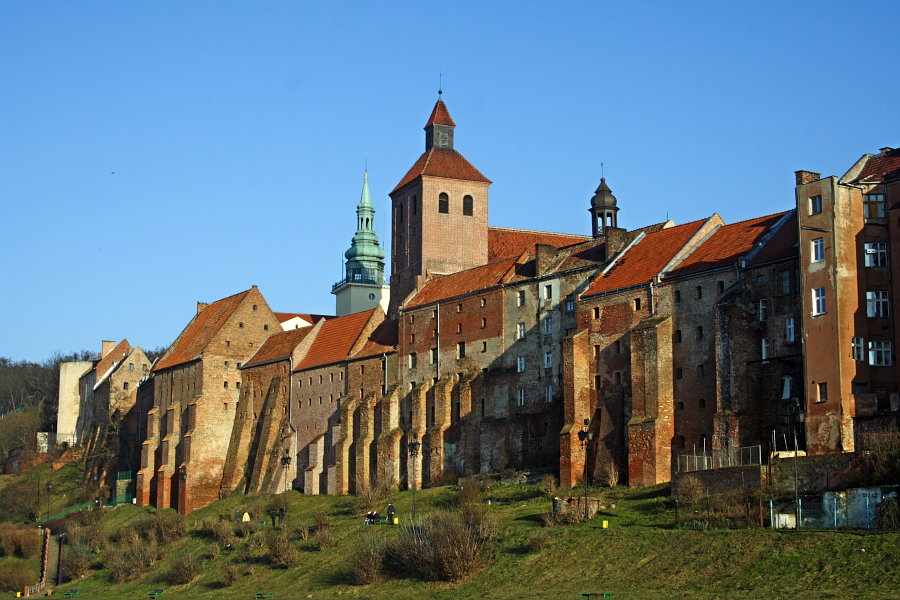
Foto tomada desde la orilla del Vístula: graneros y otros edificios.

## Historia
Hasta 1939 la ciudad formó parte de Polonia y, tras la agresión contra Polonia, Grudziądz fue ocupada por los alemanes, que permanecieron en la ciudad hasta 1945.
Desde 1999, la ciudad forma parte del Voivodato de Cuyavia y Pomerania; antes formaba parte del Voivodato de Toruń (1975 - 1998).
En 2020, el ayuntamiento de la ciudad, en colaboración con la Universidad de Gdansk y el gobierno de Polonia, patrocinó el desarrollo de Waterworks!, un videojuego de gestión de recursos que narra la historia del abastecimiento de agua a la ciudad, creado por Mateusz "Scriptwelder" Sokalszczuk, con un gran éxito en páginas como Armor Games, Newgrounds e itch.io.